# Francis Lacassin

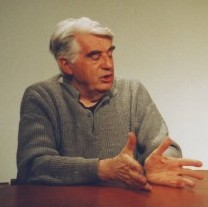
Francis Lacassin

Francis Lacassin (* 18. November 1931 in Saint-Jean-du-Gard, Frankreich; † 12. August 2008 in Paris) war ein französischer Journalist, Schriftsteller und Drehbuchautor.

## Leben
Als Journalist war er unter anderem für L'Express und Point tätig. Später wurde er durch zahlreiche Essays über die fantastische Literatur, den Comic und den Kriminalroman bekannt. Er prägte mit seinem Essay Pour un neuvième art: La bande dessinée von 1971 den Begriff der „Neunten Kunst“ für den Comic.

## Schriften
- Pour un neuvième art: la bande dessinée, coll. Essai, Folio, Paris, 1971.
- Pour Une Contre-histoire Du Cinéma, coll. 10/18, Paris 1972, erweiterte Neuauflage: Pour une contre-histoire du cinéma : essai, préf. de Raymond Chirat. - Éd. rev. et corr.. - Arles : Actes Sud ; Lyon : Institut Lumière, 1994.
- Sur les chemins qui marchent (mémoires de l'auteur), éd. du Rocher, 2006, ISBN 978-2-268-05989-1
- Tarzan ou le Chevalier crispé, 10/18. L'ouvrage comprend en annexe un lexique de la langue grand-singe.
- Sous le masque de Léo Malet : Nestor Burma (éd. Encrage)
- Louis Feuillade, Anthologie du cinéma, 1966
- La société des cinéromans (1918-1930)
- Louis Feuillade : Maître du cinéma populaire, mit Patrice Gauthier, Reihe Découvertes Gallimard (nº 486), Gallimard, 2006, ISBN 2-07-031926-1